# 自流井区
自流井区（じりゅうせい-く）は中華人民共和国四川省自貢市に位置する市轄区。

## 地理
自流井区は四川盆地南部の丘陵地帯に位置する。

## 歴史
後漢の時代より製塩業が発展しており北周の時代には塩井の「大公井」が設置され、富世県が設置され、唐代には富義県、明代には富順県と改称された。嘉靖年間には富順の製塩業の中心は西に移動、自流井等が新に開発されている。

## 行政区画
9街道、3鎮を管轄する。
- 街道:五星街街道、東興寺街道、新街街道、郭家坳街街道、丹桂街道、学苑街道、紅旗街道、高峰街道、舒坪街道
- 鎮:仲権鎮、栄辺鎮、飛竜峡鎮

## 交通

### 鉄道
- 中国鉄路総公司
  - 内昆線

（内江方面）- 自貢駅（中国語版） - 自貢南駅（中国語版） -（六盤水方面）

## 名所・旧跡・観光スポット
- 自貢市塩業歴史博物馆（中国語版）

## 健康・医療・衛生
- 自貢市第四人民医院（自貢市急救中心）
- 自流井区中医院